# Tsung-Tung Chang
Tsung-Tung Chang (chinesisch 張聰東, Pinyin Zhāng Cōngdōng; * 1930 in Taiwan; † 2000 in Frankfurt am Main) war ein taiwanisch-deutscher Wirtschaftswissenschaftler und Sinologe.

## Leben
Chang stammte aus einem Dorf bei Taichung in Taiwan. Die Insel stand seit 1895 unter japanischer Herrschaft, so dass er bis 1945 eine japanische Schulausbildung absolvierte. Anschließend erwarb er auf der aus der ehemaligen Kaiserlichen Universität Taihoku hervorgegangenen Nationaluniversität Taiwan einen Bachelor of Arts in Wirtschaftswissenschaften.
1956 zog er nach Frankfurt am Main, wo er im Februar 1961 mit einer Arbeit über »Die Grundlagen der chinesischen Volkswirtschaftsplanung« zum Dr. rer. pol promoviert wurde. Die überarbeitete Dissertation erschien 1961 und 1965 in zwei separaten Publikationen. Anschließend war er als Angestellter am Statistischen Bundesamt in Wiesbaden tätig. In diese Zeit fällt seine Naturalisation als deutscher Staatsbürger.
1967 stellte ihn Otto Karow, der Inhaber des Lehrstuhls für Ostasiatische Philologie und Kulturwissenschaften an der Johann-Wolfgang-Goethe-Universität, als Chinesischlektor ein. Hier begann Chang mit Studien zu den chinesischen Orakelknocheninschriften, die er 1970 als Dissertation bei Karow einreichte. Dies war die erste größere Arbeit in einer westlichen Sprache zu dieser Thematik. Als im Zuge der Reorganisation der Universität die Professur für Sinologie im Jahre 1973 wieder neu eingerichtet wurde, ernannte man Chang zum Professor.
Chang forschte auf den Gebieten der chinesischen Paläographie und der klassischen Philosophie, seit den 1980er Jahren betrieb er intensive sino-indogermanische lexikalische Studien. Unter seiner Leitung wurde das im Zweiten Weltkrieg untergegangene China-Institut als eingetragener Verein wiederbegründet. Mit Vortragsreihen, Ausstellungen und Konzerten gelang es ihm, an das Erbe der Vorgänger Richard Wilhelm und Erwin Rousselle anzuknüpfen. 1999 wurde Chang emeritiert, wenig später verstarb er.

## Schriften
- Die Entwicklung der festlandchinesischen Landwirtschaft aus der Sicht der chinesischen Regierung (= Forschungsberichte des Wirtschafts- und Verkehrsministeriums Nordrhein-Westfalen. 936, ISSN 0367-3421). Westdeutscher Verlag, Köln u. a. 1961.
- als Übersetzer: Ling Meng-Chu: Chinesischer Liebesgarten. Der Abt und die geborene Wu und andere Erzählungen aus der Ming-Zeit. Horst Erdmann Verlag für Internationalen Kulturaustausch, Herrenalb/Schwarzwald 1964.
- Die chinesische Volkswirtschaft. Grundlagen – Organisation – Planung (= Forschungsberichte des Landes Nordrhein-Westfalen. 1280, ISSN 0367-2492). Westdeutscher Verlag, Köln u. a. 1965.
- Der Kult der Shang-Dynastie im Spiegel der Orakelinschriften. Eine paläographische Studie zur Religion im archaischen China (= Veröffentlichungen des Ostasiatischen Seminars der Johann-Wolfgang-Goethe-Universität Frankfurt, Main. Reihe B: Ostasienkunde. 1). Harrassowitz, Wiesbaden 1970, ISBN 3-447-01287-0 (Zugleich: Frankfurt am Main, Universität, Dissertation, 1970).
- Metaphysik, Erkenntnis und praktische Philosophie im Chuang-Tzu. Zur Neu-Interpretation und systematischen Darstellung der klassischen chinesischen Philosophie. Klostermann, Frankfurt am Main 1982, ISBN 3-465-01520-7.
- Tsung-Tung Chang: Indo-European Vocabulary in Old Chinese: A New Thesis on the Emergence of Chinese Language and Civilization in the Late Neolithic Age. In: Sino-Platonic Papers. Nr. 7, Januar 1988 (englisch, pdf).